# Kapitał obrotowy brutto

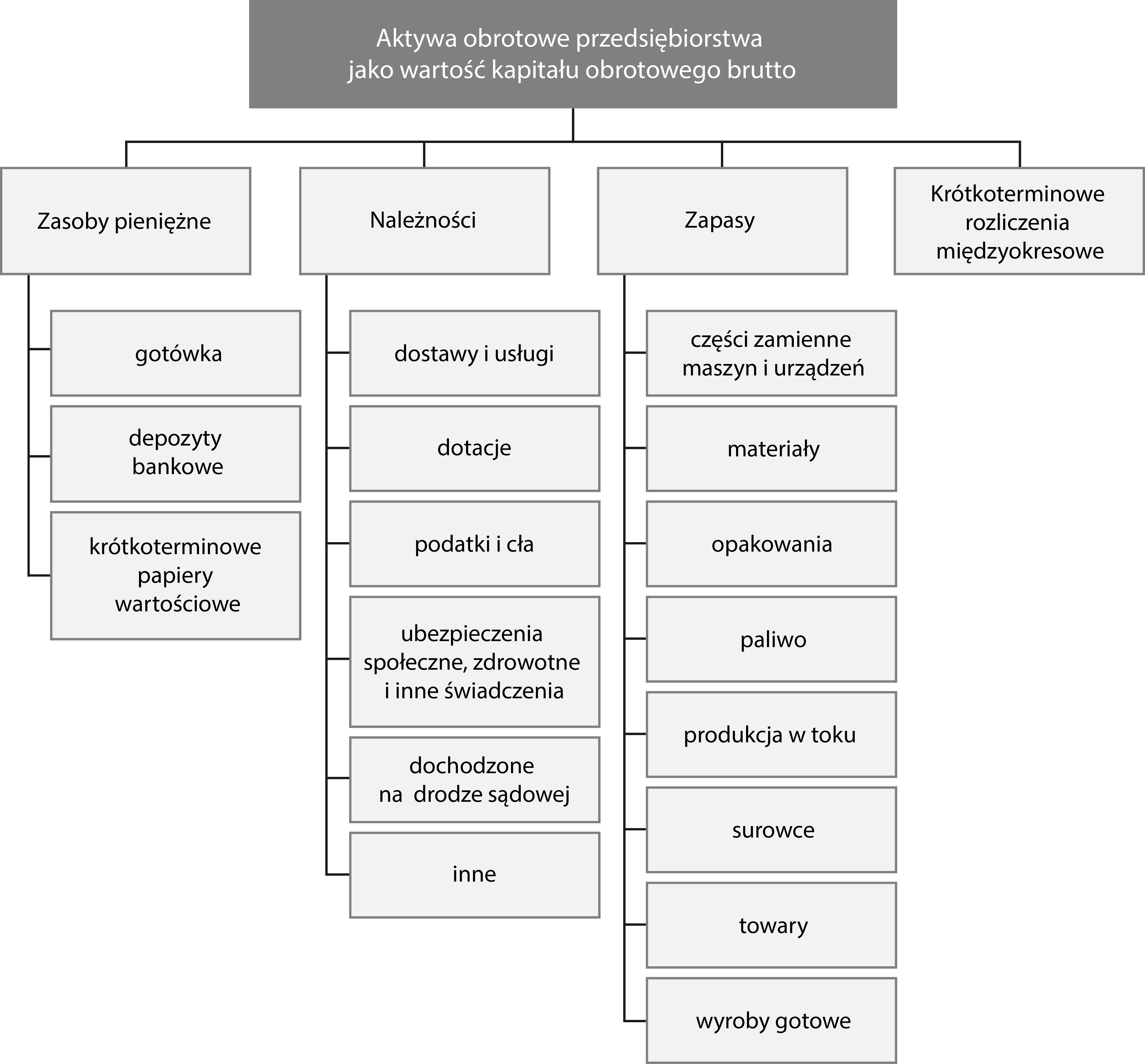
Aktywa obrotowe przedsiębiorstwa jako wartość kapitału obrotowego brutto

Kapitał obrotowy brutto – kapitał zaangażowany w finansowanie całkowitej wartości aktywów obrotowych przedsiębiorstwa, tj. finansowania działalności bieżącej przedsiębiorstwa. Wartość kapitału obrotowego brutto stanowią następujące aktywa obrotowe:
- zasoby pieniężne (gotówka, depozyty na rachunkach bankowych, lokaty w krótkoterminowych papierach wartościowych),
- należności (z tytułu dostaw i usług; z tytułu podatków i ceł; z tytułu dotacji; z tytułu ubezpieczeń społecznych i zdrowotnych, i innych świadczeń; inne należności; należności dochodzone na drodze sądowej),
- zapasy (materiały, produkcja w toku, wyroby gotowe, towary, części zamienne maszyn i urządzeń, opakowania, paliwo),
- rozliczenia międzyokresowe krótkoterminowe.